# Бутан на Светском првенству у атлетици на отвореном 2011.
Бутан је учествовао на13. Светском првенству у атлетици на отвореном 2011. одржаном у Тегу од 27—4. септембра. Репрезентацију Бутана представљао је један атлетичар који се такмичио у маратону. , 
На овом првенству Бутан није освојио ниједну медаљу. Постављен је нови национални рекорд у маратону.

## Учесници
Мушкарци:
- Сангај Вангчук — Маратон

### Мушкарци
| Атлетичар      | Дисциплина | Лични рекорд | Квалификације | Квалификације | Полуфинале | Полуфинале | Финале     | Финале  | Детаљи |
| Атлетичар      | Дисциплина | Лични рекорд | Резултат      | Место         | Резултат   | Место      | Резултат   | Место   | Детаљи |
| -------------- | ---------- | ------------ | ------------- | ------------- | ---------- | ---------- | ---------- | ------- | ------ |
| Сангај Вангчук | Маратон    | 2:47:55      |               |               |            |            | 2:38,33 НР | 49 / 67 |        |

Легенда:НР = Национални рекорд, РС = Рекорд сезоне (најбољи резултат у сезони до почетка првенства)